# Pseudoneureclipsis sibuyanus
Pseudoneureclipsis sibuyanus är en nattsländeart som beskrevs av Malicky 1993. Pseudoneureclipsis sibuyanus ingår i släktet Pseudoneureclipsis och familjen fångstnätnattsländor. Inga underarter finns listade i Catalogue of Life.